# 大花龍腦香
大花龍腦香（學名：Dipterocarpus grandiflorus）是龍腦香科龍腦香屬的一個分布很廣的物種。其种加词“Grandiflorus”意为“大花的”。

## 型態
大花龍腦香是個中型常綠喬木，可以生長到45公尺高，直徑將近2公尺。無明顯板根，樹皮通常是平滑的，也是白色的。葉子是卵圓形，有細毛，葉子長度約10到21公分，寬5到12公分。葉子兩邊各有11到18個對稱的側脈。有五個大型的花瓣，花呈現螺旋狀。花是白色的，花瓣中間有一條粗粗的粉紅色條紋。成熟的翅果有2個巨大的粉紅色果翅，大約12到22公分長，剛成熟種子的外型像是迷你楊桃。

## 分布
分布在菲律賓，馬來半島，印度東部，安達曼群島，孟加拉，中南半島，蘇門答臘和婆羅洲的熱帶雨林和半常綠季節性雨林裡。野外生長的海拔最高約在600公尺。

## 保护现状
由于被大量砍伐及栖息地丧失等威胁，加上本种每数年才开一次花，繁衍速度远慢于砍伐速度，国际自然保护联盟濒危物种红色名录自1998年开始将其列为极危物种可能绝灭名单之中。